# Coupe de Tchéquie de football 2004-2005
La Coupe de Tchéquie de football 2004-2005 est remportée par le Baník Ostrava qui bat en finale le FC Slovacko sur le score de 2-1.

## Demi-finales
|  | Equipe 1          | Score             | Equipe 2      |
|  | ----------------- | ----------------- | ------------- |
|  | FC Slovan Liberec | 2 - 2 [2 - 3 pen] | FC Slovacko   |
|  | Viktoria Plzeň    | 0 - 0 [0 - 3 pen] | Baník Ostrava |

## Finale
|  | Equipe 1    | Score | Equipe 2      |
|  | ----------- | ----- | ------------- |
|  | FC Slovacko | 1 - 2 | Baník Ostrava |